# ヒースロー・エアポート・ホールディングス
ヒースロー・エアポート・ホールディングス (Heathrow Airport Holdings Limited) はロンドン・ヒースロー空港、ロンドン・ガトウィック空港などイギリスの4つの空港を運営する民間会社。

## 歴史
もともとは、1965年にイギリス政府が全額出資した英国空港運営公団 (British Airports Authority) だった。翌1966年に、ヒースロー空港、ガトウィック空港、ロンドン・スタンステッド空港、プレストウィック空港の4空港の所有権を政府から移管されて、運営を開始した。
1971年、エディンバラ空港が政府から移管。1975年には、アバディーン空港（イギリス政府）とグラスゴー国際空港（グラスゴー市）の移管をうける。
マーガレット・サッチャー政権の国営事業の民営化政策に従い、1985年に提出された『空港政策白書』で民営化が明記される。同年12月、公団の資産・負債をすべて引継ぎ、BAA plcとして民営化。1987年、ロンドン株式市場に上場。
1990年、サウサンプトン空港を買収した。また1992年には、プレストウィック空港を売却した。2006年、スペインの大手建設会社であるフェロビアルを中心とするコンソーシアムに買収され、同年8月上場廃止となった。また、これに伴って社名がBAA Limitedとなった。2012年10月、現社名のヒースロー・エアポート・ホールディングスに改称。

## 経営
民営化後の株式公開においてイギリス政府は、約12.6億ポンド（当時のレートで約2,800億円相当）の国庫収入があった。空港内のショッピングモール事業などを活発化させることで、運営空港は世界的にも低価格の着陸料を実現している。
またBAA時代には、関係会社としてアメリカ法人も設立し、インディアナポリス国際空港の全運営を請負い、ピッツバーグ国際空港で空港内商業施設の運営なども行っている。
これらの企業努力により公開時の時価総額が約12億ポンドであったものが、2000年過ぎには、60億ポンド以上（1兆円以上）に膨らんだ。このため、空港の民営化の模範ともされている。この成功はヨーロッパ各国に影響を与え、デンマークのコペンハーゲン空港公団やオーストリアのウィーン空港公団などの民営化や、レオナルド・ダ・ヴィンチ空港を運営しているローマ空港会社などの誕生につながった。日本でも、新東京国際空港公団の民営化のモデルにもなったといわれている。
ヒースロー、ガトウィックなどの旅客扱いの多い空港を独占しているため、不当な着陸料、駐機料、旅客取扱料を設定できないように、プライス・キャップ制度が導入されている。また、空港施設を独断で売却できないように、イギリス政府は黄金株を1株保有していたが、2003年欧州司法裁判所によりこの黄金株はEC条約に違反しているとされたため、同年黄金株を消却した。また、2004年に定款を変更し、一人当たりの株式保有数の制限 (15%) を廃止した。